# La Guerche-sur-l'Aubois
La Guerche-sur-l'Aubois är en kommun i departementet Cher i regionen Centre-Val de Loire i de centrala delarna av Frankrike. Kommunen ligger  i kantonen La Guerche-sur-l'Aubois som tillhör arrondissementet Saint-Amand-Montrond. År 2022 hade La Guerche-sur-l'Aubois 3 187 invånare.

## Befolkningsutveckling
Antalet invånare i kommunen La Guerche-sur-l'Aubois
Referens:INSEE